# Al Hawak (huyện)
Huyện Al Hawak là một huyện thuộc tỉnh Al Hudaydah, Yemen. Đến thời điểm năm 2003, huyện này có dân số 155369 người